# Natica (zoologia)
Natica Scopoli, 1777 è un genere di gasteropodi predatori appartenenti alla famiglia Naticidae.
Il genere è conosciuto sin dal Cretaceo.

## Tassonomia
Il genere comprende le seguenti specie:
- Natica acinonyx Marche-Marchad,1957
- Natica adansoni Blainville,1825
- Natica agulhasensis Thiele,1925
- Natica albospira E. A. Smith,1895
- Natica anosyensis Bozzetti,2010
- Natica arachnoidea (Gmelin,1791)
- Natica bibalteata G. B. Sowerby III,1914
- Natica bouvieri Jousseaume,1883
- Natica broderipiana Récluz,1844
- Natica brunneolinea McLean,1970
- Natica buriasiensis Récluz,1844
- Natica cabrerai Kase & Shigeta,2000
- Natica canariensis Odhner,1932
- Natica candidula E. A. Smith,1895
- Natica caneloensis Hertlein & A. M. Strong,1955
- Natica castrensis Dall,1889
- Natica cincta Récluz,1850
- Natica colima A. M. Strong & Hertlein,1937
- Natica collaria Lamarck,1822
- Natica concavoperculata Liu,1977
- Natica couteaudi Rochebrune & Mabille,1885
- Natica crassoperculata Liu,1977
- Natica dimidiata E. A. Smith,1906
- Natica dixoni Fernandes & Rolán,1992
- Natica fasciata (Röding,1798)
- Natica forata Reeve,1855
- Natica forskalii Sowerby I,1825
- Natica fulgurans Récluz,1844
- Natica fulminea (Gmelin,1791)
- Natica furva R. B. Watson,1897
- Natica grayi Philippi,1852
- Natica hannanensis Liu,1977
- Natica idiopoma Pilsbry & H. N. Lowe,1932
- Natica inexpectans Olsson,1971
- Natica insecta Jousseaume,1874
- Natica juani Costa & Pastorino,2012
- Natica jukyriuva Simone,2014
- Natica kawamurai Sakurai,1983
- Natica koperbergae van der Bijl & Moolenbeek,2009
- Natica lacteobasis Kuroda,1961
- Natica larvaroni P. Bernard,1983
- Natica limbata d'Orbigny,1837
- Natica livida Pfeiffer,1840
- Natica luculenta Iredale,1929
- Natica lunaris (S. S. Berry,1964)
- Natica maculosa Lamarck,1822
- Natica marchadi Pin,1992
- Natica marochiensis (Gmelin,1791)
- Natica maxiutongi S.-P. Zhang,2009
- Natica menkeana Philippi,1851
- Natica michaelis Fischer-Piette,1942
- Natica monodi Marche-Marchad,1957
- Natica multipunctata Blainville,1825
- Natica nipponensis Kuroda,1961
- Natica oteroi (Fernandes & Rolán,1991)
- Natica othello Dall,1908
- Natica pavimentum Récluz,1844
- Natica perlineata Dall,1889
- Natica pipoca Simone,2014
- Natica pluvialis (Kurono,1999)
- Natica prietoi Hidalgo,1873
- Natica pseustes R. B. Watson,1881
- Natica pygmaea Philippi,1842
- Natica queketti Sowerby III,1894
- Natica rocquignyi Fischer-Piette,1942
- Natica rouxi Nicklès,1952
- Natica royi Pin,1992
- Natica rubromaculata E. A. Smith,1872
- Natica ryalli Fernandes & Rolán,1992
- Natica saitoi Kuroda & Habe,1971
- Natica sanctaehelenae E. A. Smith,1890
- Natica sandwichensis (Dall,1895)
- Natica scethra Dall,1908
- Natica schepmani Thiele,1925
- Natica seychellium R. B. Watson,1886
- Natica sigillata McLean,1970
- Natica simplex G. B. Sowerby III,1897
- Natica sinensis X.-T. Ma & S.-P. Zhang,1993
- Natica spadicea (Gmelin,1791)
- Natica spadiceoides Liu,1977
- Natica stellata Hedley,1913
- Natica stenopa Woodring,1957
- Natica subpallescens Strebel,1908
- Natica subsolida d'Orbigny,1847 †
- Natica tedbayeri Rehder,1986
- Natica tremarici Tate,1900 †
- Natica turtoni E. A. Smith,1890
- Natica unibalteata Liu,1977
- Natica unifasciata Lamarck,1822
- Natica vitellus (Linnaeus,1758)